# Maison Chabad
La Maison Chabad (en  hébreu Beth Habad) est un ensemble de centres communautaires se trouvant dans le monde entier pour disséminer le judaïsme traditionnel du mouvement Chabad. Son fondateur est le rabbi de Loubavitch Menachem Mendel Schneerson. Au sein des Maisons Chabad, le Shaliach et la Shalucha (le rabbin et sa femme) animent des activités et rendent service à la communauté juive locale et aux touristes juifs.

## Galerie

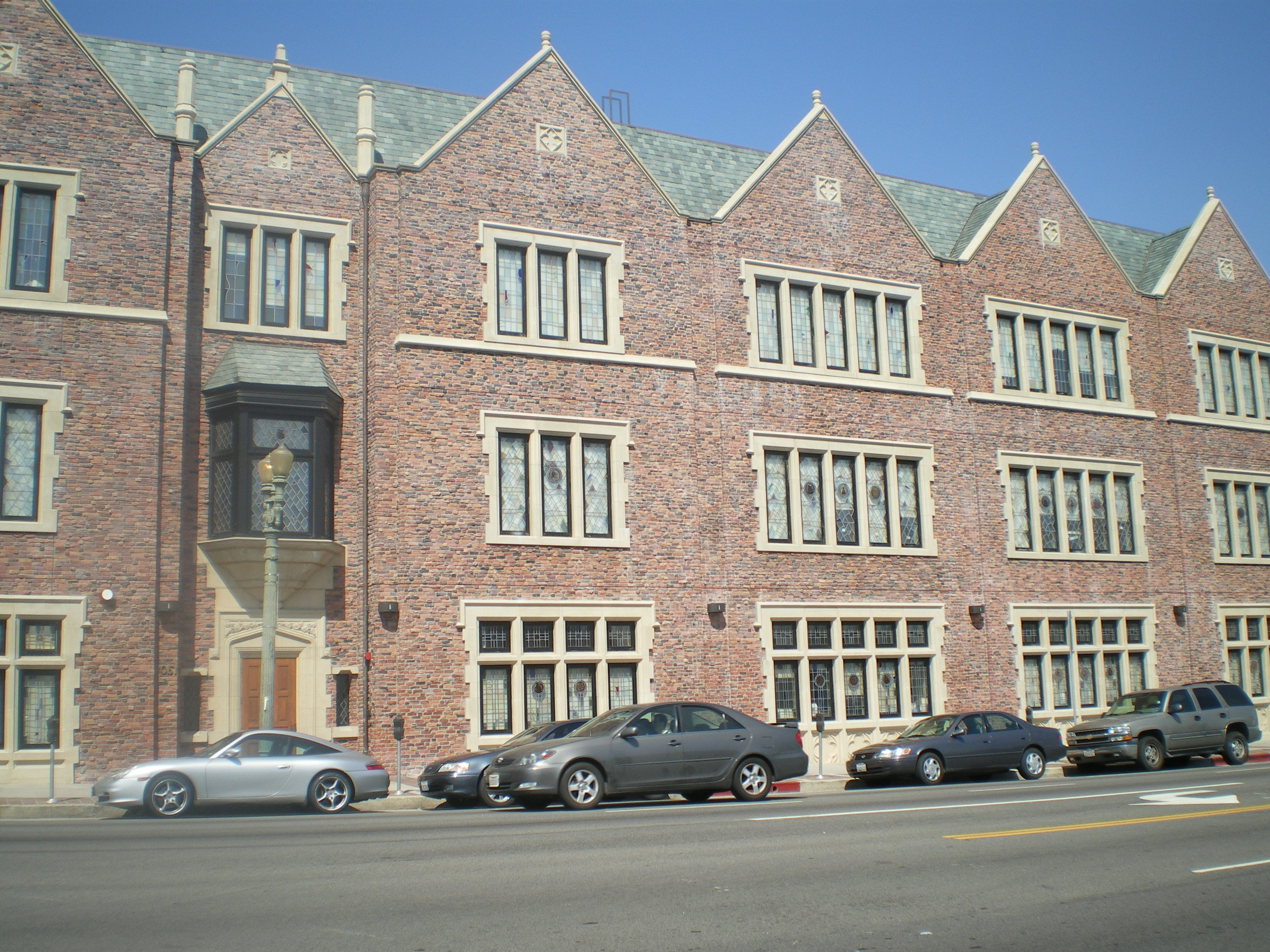
Maison Chabad Bais Sonia Gutte Campus, Los Angeles
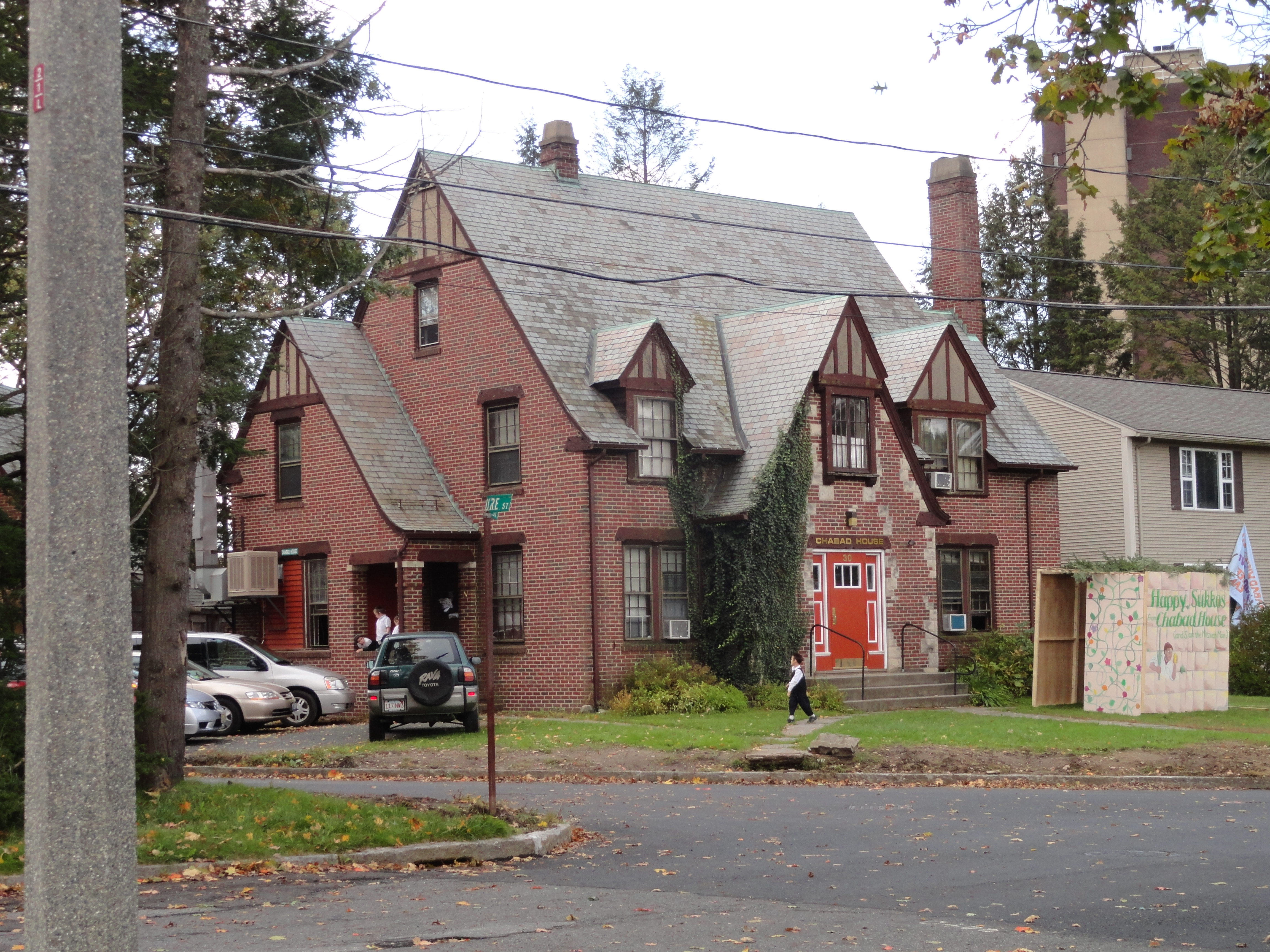
Maison Chabad à Amherst
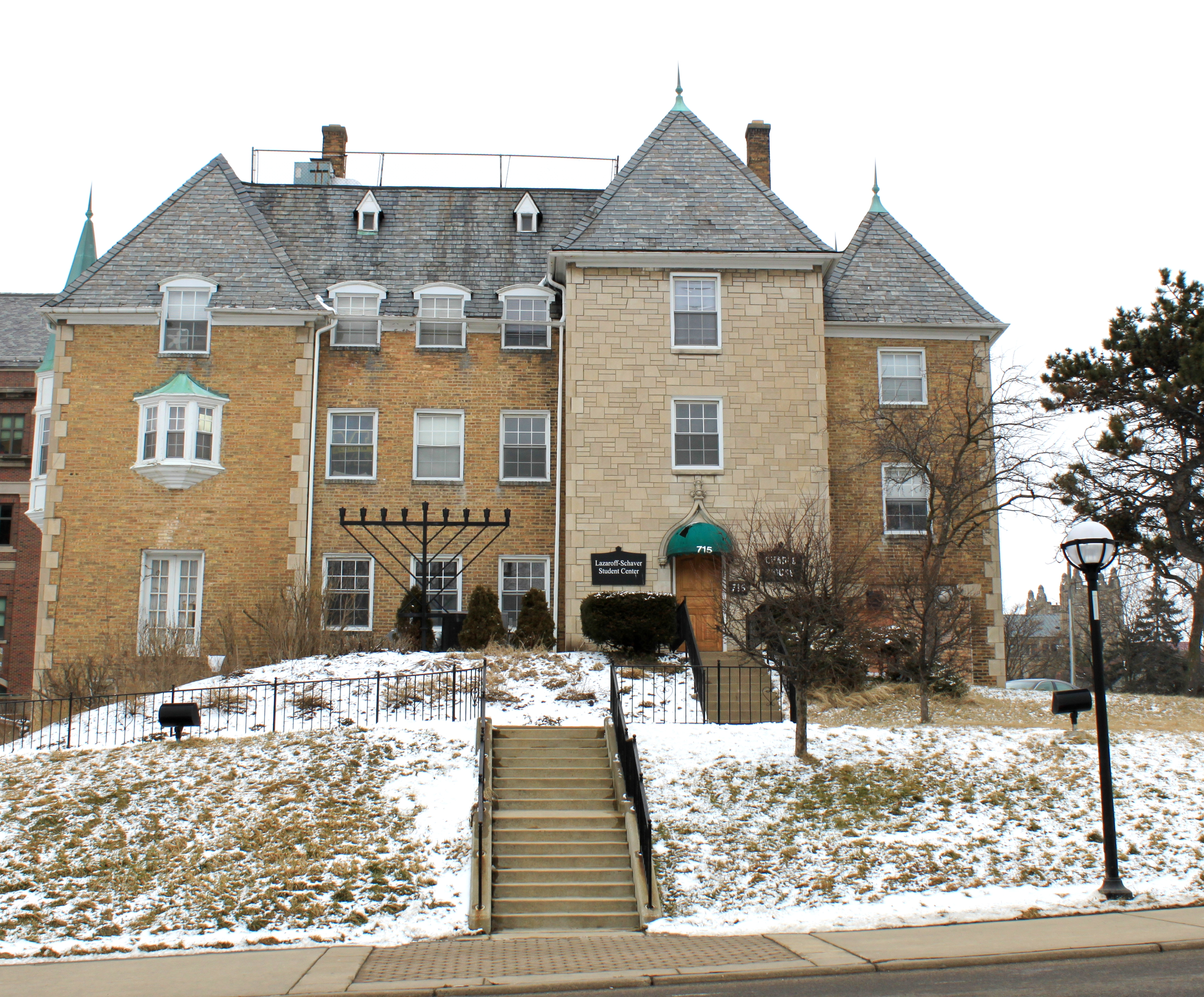
Maison Chabad à Ann Arbor
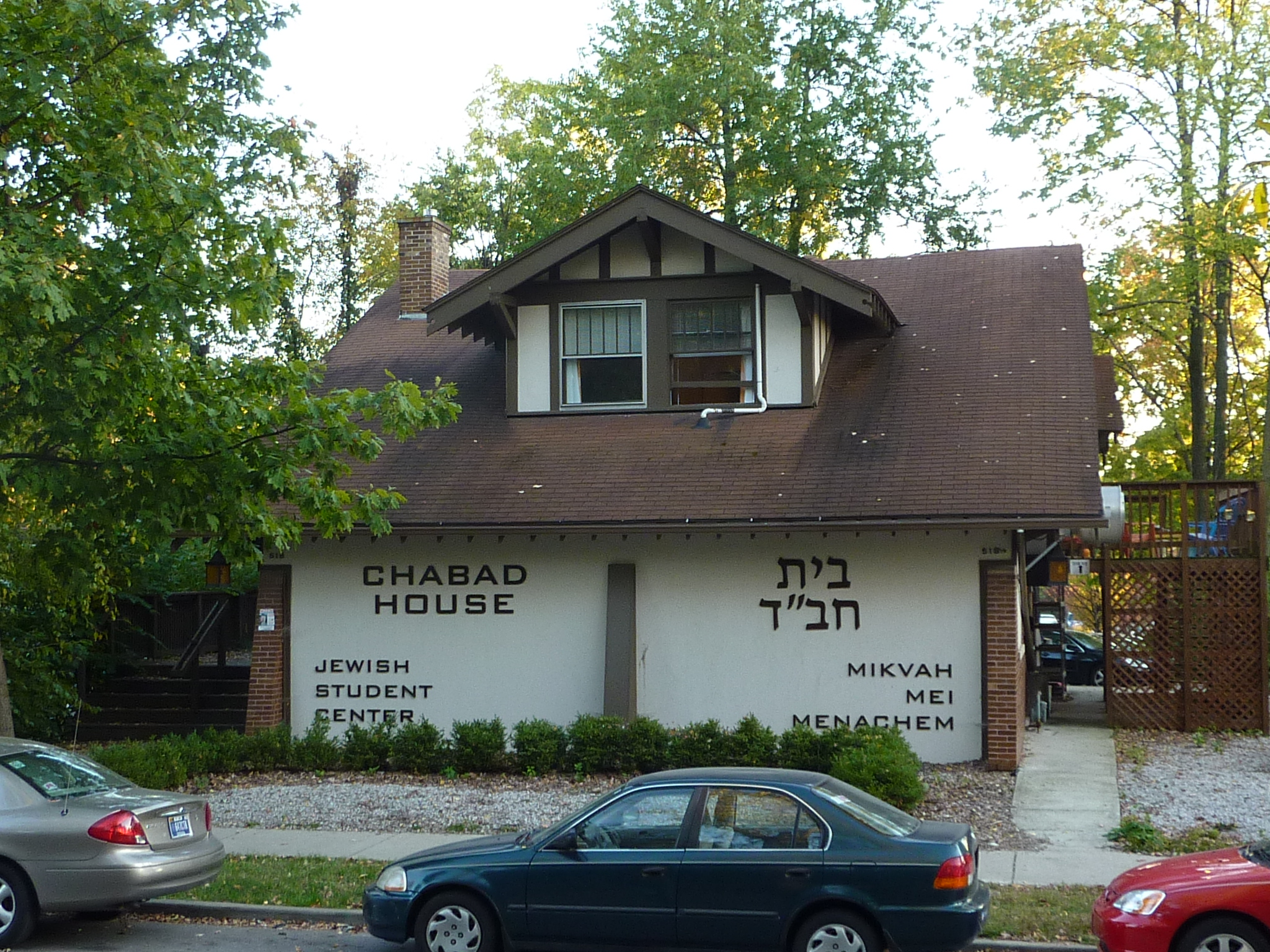
Maison Chabad à Bloomington
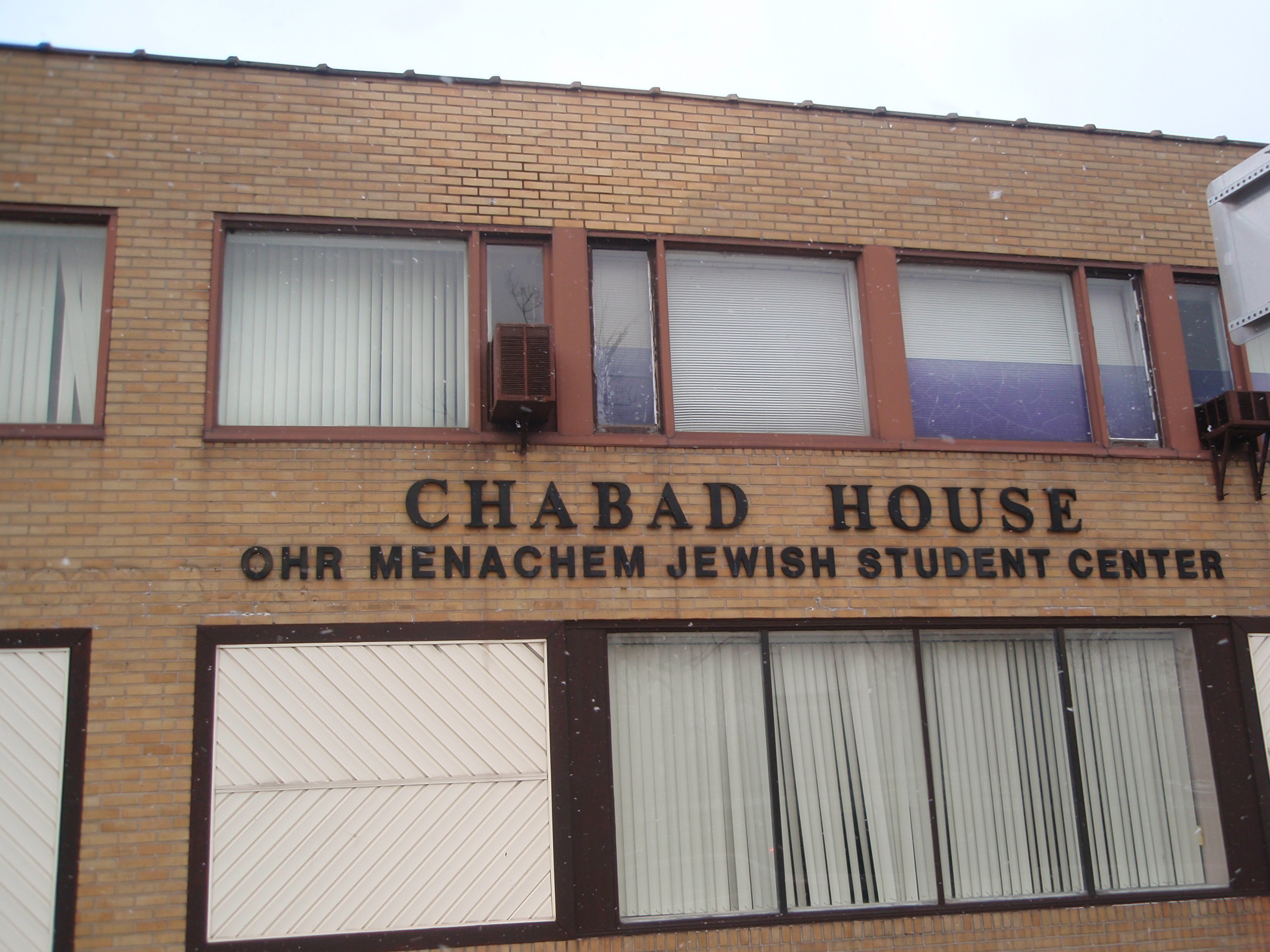
Maison Chabad à Buffalo
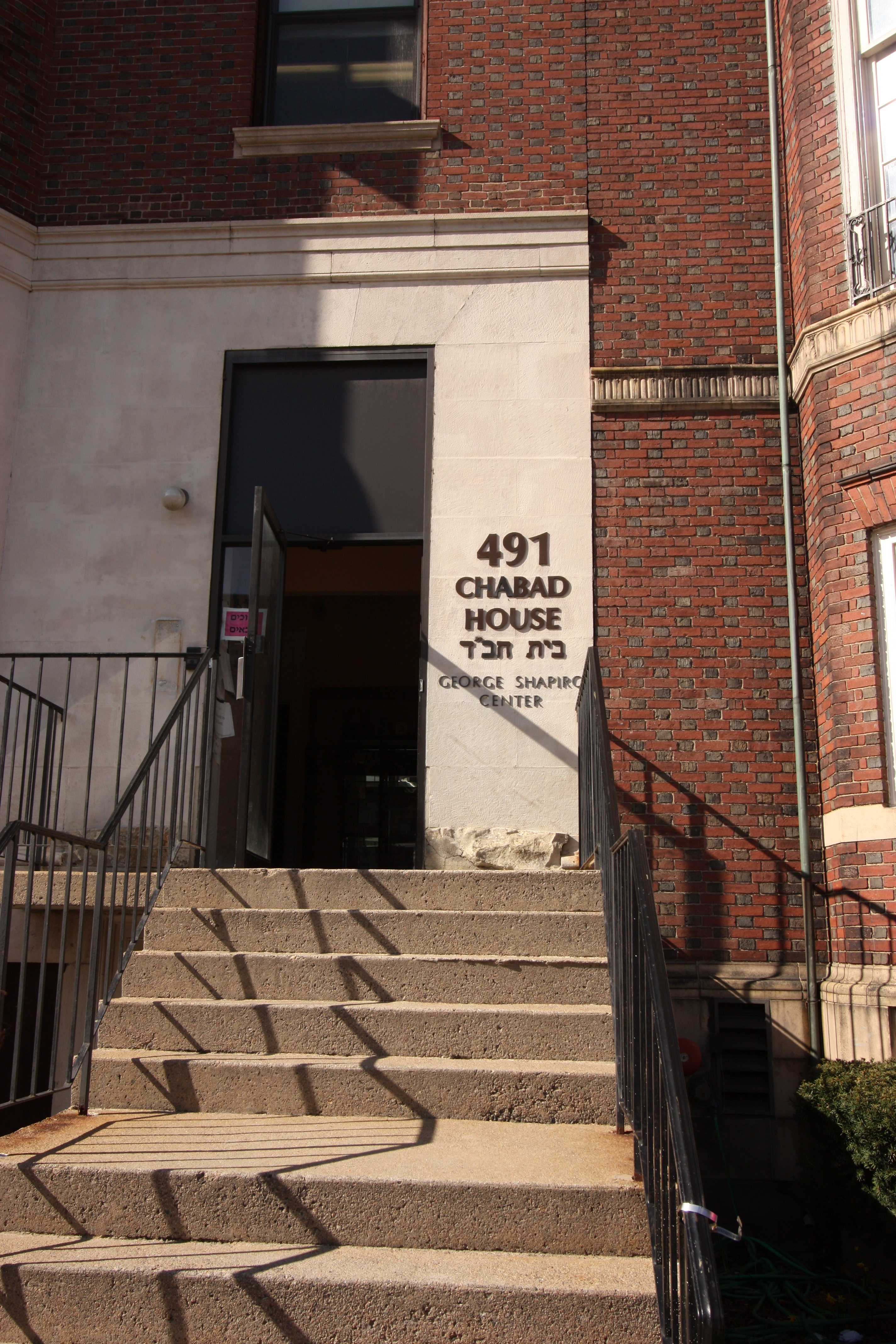
Maison Chabad à Boston
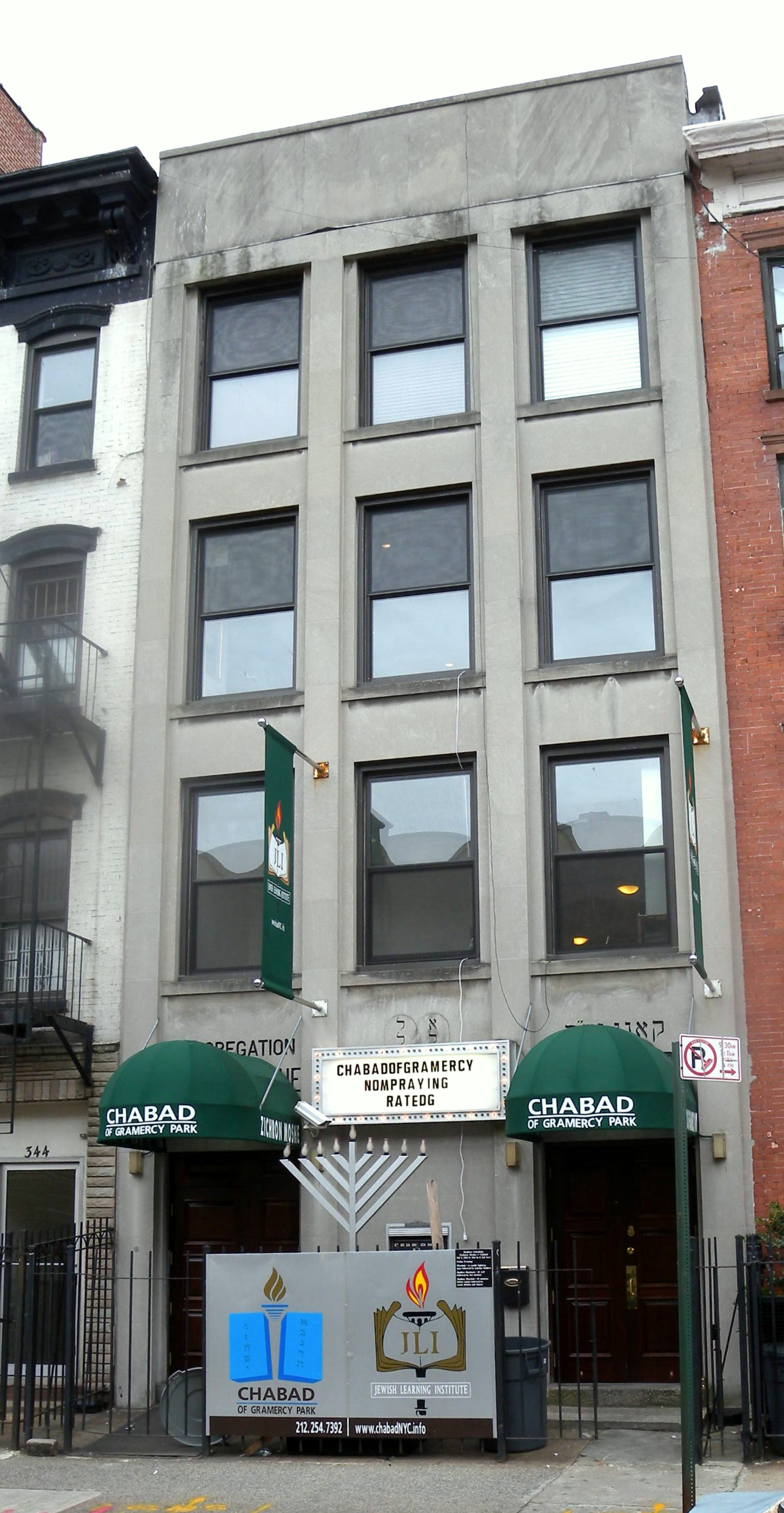
Maison Chabad à Gramercy Park
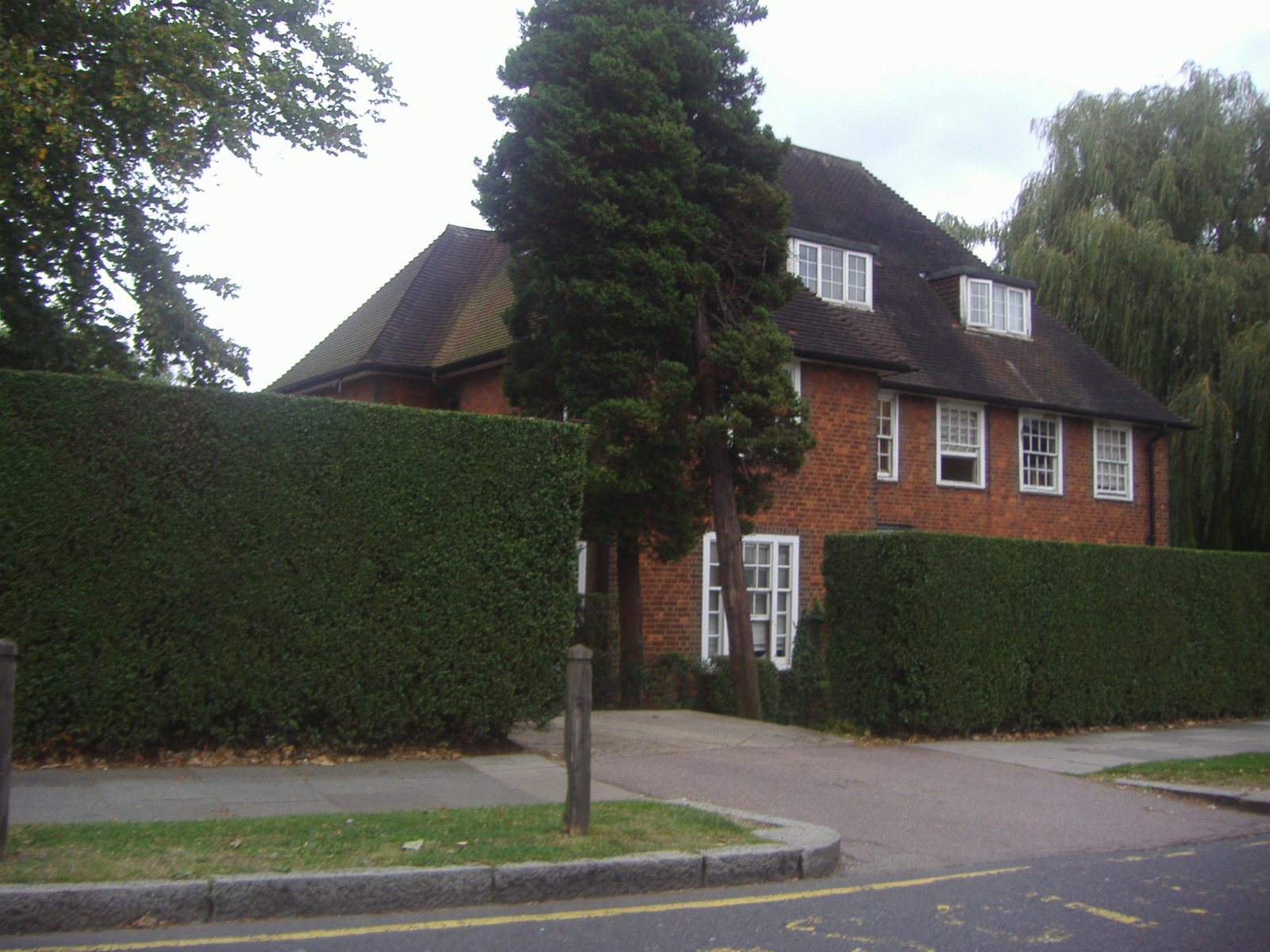
Yeshiva Lubavitch à Kingsley Way, Londres
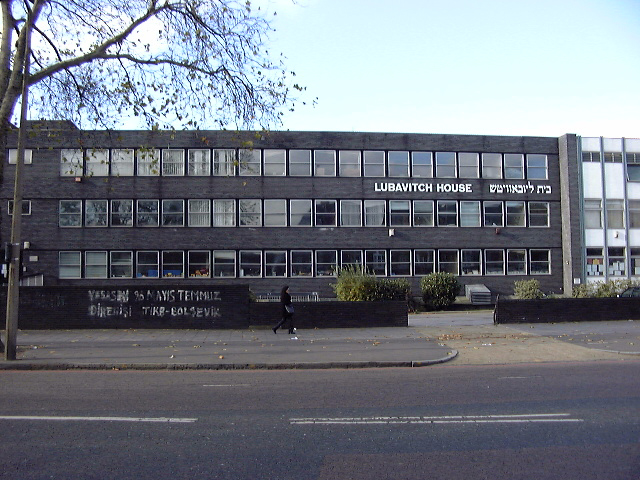
Quartier Général Chabad à Londres
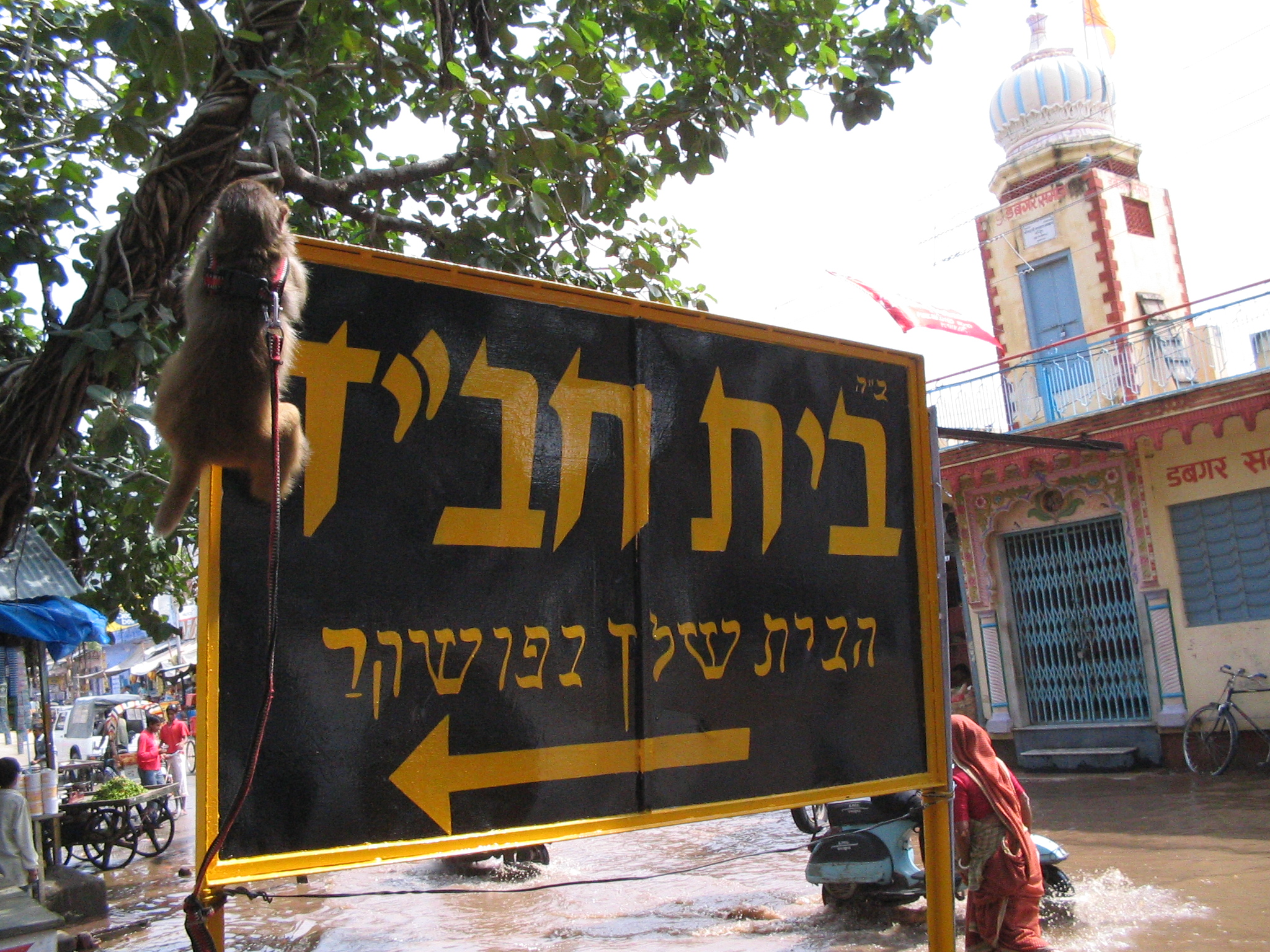
Signalement de l'entrée d'une maison Chabad à Pushkar, en Inde